# Владимир Тодоровић (министар грађевина)
Владимир Тодоровић (? – 1932) је био српски инжењер и политичар, професор теоријске механике и механике на Техничком факултету Велике школе од 1895. до 1903. године. Као члан Самосталне радикалне странке обављао је дужност министра грађевина у владама Краљевине Србије од 1903. до 1906. године.